# Starship Troopers 3: Marauder
Starship Troopers 3 es una película de ciencia ficción, secuela de Starship Troopers y Starship Troopers 2. El actor Casper Van Dien regresa al papel del protagonista "Johnny" Rico, que ya encarnó en la primera parte. En esta entrega un grupo de personas, en el que se encuentra el presidente de la Tierra, se estrella en el planeta donde se podría encontrar el dios de los bichos, mientras se están creando las armas definitivas contra los arácnidos.
La película fue lanzada directamente en DVD en los Estados Unidos el 5 de agosto de 2008. La producción comenzó en mayo de 2007 y el rodaje comenzó en Sudáfrica.

## Reparto
- Casper Van Dien como el coronel Johnny Rico.
- Jolene Blalock como la capitana Lola Beck.
- Boris Kodjoe como el general Dix Hauser.
- Stephen Hogan como el mariscal del aire Omar Anoke.
- Marnette Patterson como Holly Little.
- Stelio Savante como Bull Brittles.
- Cécile Breccia como la teniente Link Manion.
- Jon Falkow como Jingo Ryan.
- Danny Keogh como el Dr. Wiggs.
- Amanda Donohoe como la almirante Enolo Phid.
- Ashley Forshaw como Bug Scream.
- Tanya van Graan como el sargento A. Sunday.
- Nicole Salandra como el sargento J. Kirby.